# Giuseppe Miraglia (militare)
( Angelo Lodi, Storia delle origini dell'aeronautica militare, 1884-1915, vol. 2, dell'Ateneo & Bizzarri, 1977.)
Giuseppe Miraglia (Lugo, 21 giugno 1883 – Venezia, 21 dicembre 1915) è stato un ufficiale, marinaio e aviatore italiano.

## Biografia
Nasce a Lugo, in Romagna, ultimo di tre figli, al solstizio d'estate del 1883, nella città che diede i natali ad illustri personaggi dell'aviazione, come la medaglia d'oro al valor militare maggiore Francesco Baracca
Suo padre è il commendatore Nicola Miraglia, di Lauria, notissimo economista che diverrà deputato del Regno d'Italia e direttore generale del Banco di Napoli. Sua madre, Elena Mazzarini, è discendente di un'antica famiglia patrizia di Lugo, mentre la nonna materna, Daria degli Zauli di Baccagnano, apparteneva ad un'antica famiglia nobiliare del XIII secolo originaria dell'Appennino faentino. Suo fratello maggiore è Luigi, che come lui farà parte della Regia Marina, raggiungendo il grado di ammiraglio di squadra ed aiutante di campo del re Vittorio Emanuele III, e diverrà inoltre senatore nella XXX legislatura del Regno d'Italia.
Frequenta le scuole a Napoli, dopodiché, nel 1900, entra come allievo nella regia Accademia Navale di Livorno, matricola 1220, ed è nominato guardiamarina nel Corpo di stato maggiore nel dicembre 1903. È promosso sottotenente di vascello sull'ariete torpediniere Dogali nel dicembre 1908, per poi partecipare alla guerra italo-turca, imbarcato sulle RR. NN. Lombardia ed Emanuele Filiberto. È in questo periodo che s'interessa delle prime esperienze nelle scuole di volo, istituite dagli italiani in Libia, che faranno nascere in lui la passione per l'aviazione.
Promosso al grado di tenente di vascello, dietro sua richiesta viene destinato nel marzo 1914 presso la scuola idrovolanti di Venezia, diretta dal comandante della squadriglia San Marco. Appena una settimana dopo, compie il suo primo volo da allievo passeggero, che si conclude con un ammaraggio di fortuna, che ferirà lievemente il giovane Miraglia, procurandogli una non grave commozione cerebrale.
Nonostante l'incidente, il lughese riesce a conseguire il brevetto di pilota d'aereo a Venezia il 13 settembre 1914.
Lo scoppio delle ostilità della Grande Guerra trova il giovane tenente di vascello Giuseppe Miraglia a guidare la squadriglia idrovolanti di Venezia, che viene da lui addestrata secondo le moderne cognizioni belliche e d'efficienza aerea.
Il 24 maggio 1915, primo giorno di guerra, un aeroplano austriaco getta bombe su Venezia ma, investito dal fuoco di Miraglia, è costretto ad allontanarsi. Il 25 e 27 maggio Miraglia esegue, su comando dello Stato maggiore della Regia Marina, vaste ricognizioni su Pola; poi, nel mese di giugno, su Trieste e quindi su tutta la costa istriana, lanciando, il 4 luglio, diverse bombe sulle batterie nemiche di difesa contraerea di Punta Salvore.
L'8 luglio insegue un idrovolante austriaco ed avvista un sommergibile nelle acque marine di Pola. Il giorno seguente lancia bombe su una torpediniera nel canale di Fasana, essendo minacciato dall'artiglieria nemica. Il 13 luglio insegue ancora un idrovolante austriaco e bombarda postazioni avversarie su Salvore, riuscendo a schivare il tiro di un cacciabombardiere austriaco, che cerca di intercettarlo.
Memorabile il volo che il tenente di vascello Miraglia effettua sul cielo di Trieste il 7 agosto 1915 insieme col tenente del reparto Lancieri di Novara Gabriele D'Annunzio, al quale sarà legato, d'ora in poi, da una profonda amicizia.
Quell'azione, compiuta insieme con un velivolo italiano ed uno francese, viene riportata sulle pagine del Giornale d'Italia: 

Il messaggio lanciato da Gabriele D'Annunzio è il seguente: 
Su Pola, Miraglia, esegue ricognizioni più volte alla settimana e l'8 settembre comanda un'esplorazione aerea sul cielo di Venezia, al fine di proteggere le navi da guerra italiane, ma, incendiatosi il motore del suo velivolo, deve effettuare un atterraggio di emergenza davanti a Malamocco.
Il 25 ottobre attacca un idrovolante austriaco, che ha gettato bombe su Venezia, mentre il 18 novembre costringe all'allontanamento un altro velivolo nemico, che mostra la medesima intenzione offensiva sull'antica repubblica marinara.
Il 18 dicembre 1915, il tenente di vascello Miraglia è insieme col sottotenente di vascello Manfredi Gravina, che così lo ricorda: 
Dopo otto o dieci minuti di volo, siamo sulla minore delle Brioni, alcune navi sono nel canale di Fasana, la flotta nemica è nel porto di Pola. Con rapida mossa il pilota accosta sulla dritta descrivendo una esse sulle Brioni, mentre io col binocolo posso tranquillamente osservare e prendere appunti. Giunti verso sud, all'altezza di Capo Campare, il compagno mi chiede a mezzo di gesti se ho compiuto l'osservazione; alla mia risposta negativa giriamo nuovamente verso nord completando l'otto, lungo il litorale foraneo delle Brioni. Alle 13 precise, ultimata la ricognizione, giriamo definitivamente per Ponente, ed assicuratomi di non essere inseguiti da alcun velivolo nemico, scrivo all'amico sul libretto di volo: Finalmente è fatta, si tratta ora di tornare a riferire. Egli mi risponde con un sorriso di assicurazione, dal suo viso traspare l'intima soddisfazione di aver compiuto interamente il suo dovere e risponde, calmo, intrepido, la condotta del velivolo agitato. Alle 14.30, con magnifico vol plané, scendiamo a S.Andrea.»
L'aviatore della Regia Marina, nel giorno del solstizio d'inverno, in una calma giornata di sole, poco dopo mezzogiorno, si alza in volo su Venezia con il fedele sottocapo motorista Giorgio Fracassini Serafini, ai comandi dell'idrovolante Macchi L matricola 173. Questo velivolo era stato appena consegnato dalla fabbrica e aveva effettuato un solo volo di prova col ten. di Vascello Ugo de Rossi, della squadriglia di Grado. Quel 21 dicembre 1915, dopo le prove di motore e la verifica a terra del buon funzionamento di tutti gli strumenti, Miraglia parte, compiendo sulla laguna un paio di giri, quindi risale ad una quota di circa seicento metri in venti minuti. Dal rumore del motore, sembra che il pilota sia in procinto di effettuare il volo planato per discendere pian piano con il motore parzialmente escluso, com'era la tipica manovra di Miraglia, arrivando così approssimativamente a trecento metri d'altezza davanti a Santa Maria Elisabetta del Lido.
Da quel momento, le manovre del pilota appaiono confuse: sembra per un momento che egli, con la prora a settentrione, voglia entrare nel canale di Sant'Andrea, poi però cambia direzione e si dirige verso San Nicolò del Lido, con un'inclinazione che andava progressivamente aumentando, per arrivare infine a circa quaranta metri dal livello del mare, in posizione completamente verticale, e precipitare fragorosamente nello specchio d'acqua del passo del Lido.
Miraglia e Fracassini, in quei brevissimi secondi prima dell'impatto, sono consci del loro destino, visto che cercano di liberarsi della tuta di pelliccia, della cuffia e degli occhiali, nell'imminenza della nuotata imprevista.
Per primo è recuperato il corpo del pilota, da una lancia della Regia Marina, e subito gli viene praticata la respirazione artificiale, inutilmente, perché spira a seguito delle gravi lesioni riportate nell'urto; i resti del povero motorista, invece, vengono rinvenuti due ore dopo. Il cadavere del Miraglia viene in seguito portato nell'ospedale della Regia Marina.

### Dopo la morte

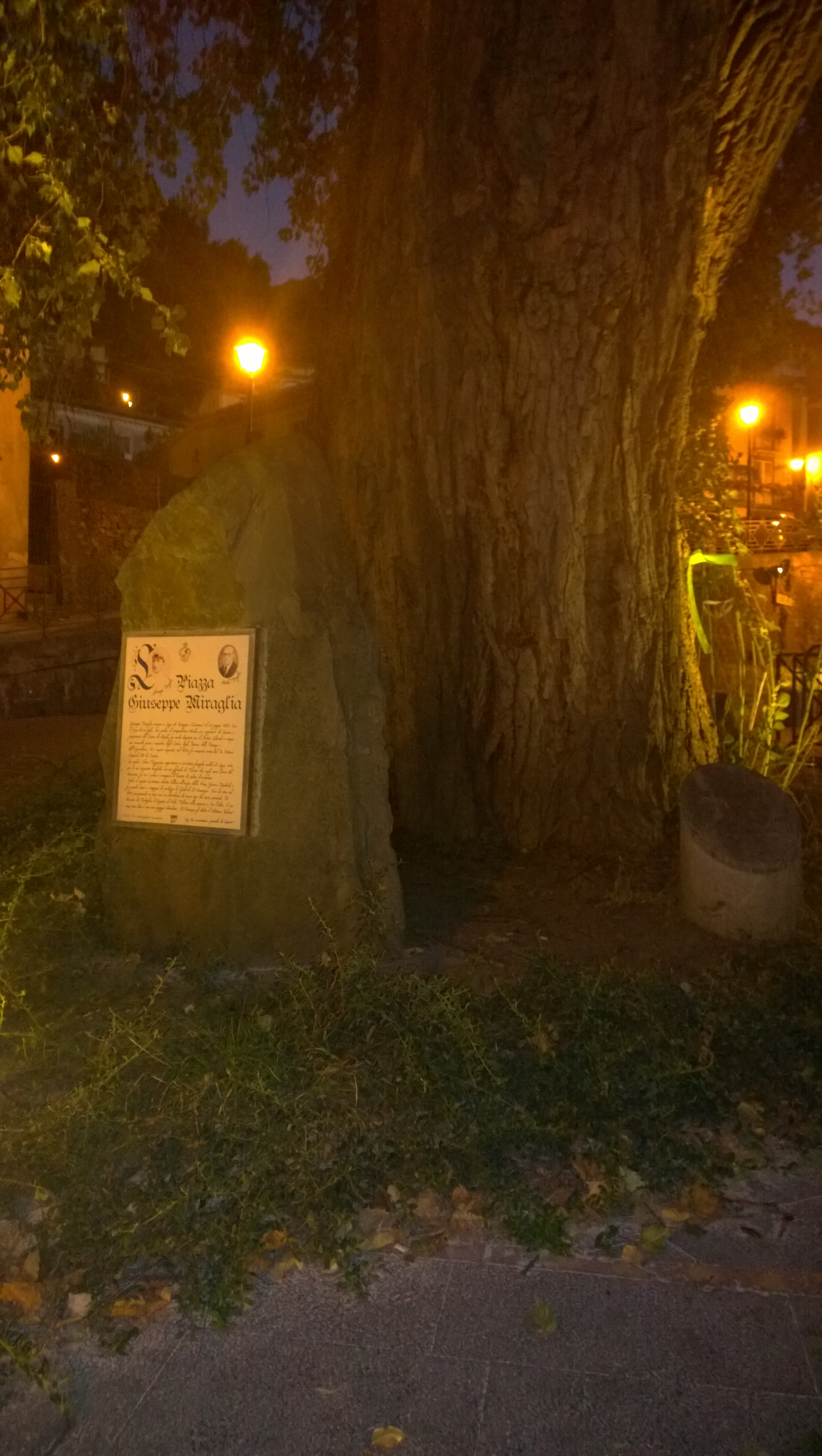
Cippo commemorativo in una piazza di Lauria

L'annuncio della morte del Miraglia è un colpo per il poeta Gabriele D'Annunzio, che gli dedicherà ben sessanta pagine del suo poema Notturno oltre che una citazione nel poema Per la Coppa del Benaco.. Egli si precipita di corsa all'ospedale, dove trova sopra un lettuccio a ruote, disteso il cadavere dell'amico. D'Annunzio gli rimane accanto per molte ore in ginocchio nella sala mortuaria, tra l'afa dei fiori e della cera.
Il fratello, Luigi Miraglia, giunge da Valona, dove era stato distaccato, tre giorni dopo la morte, per presenziare al funerale. Alla vigilia di Natale, giorno del funerale, la folla si accalca al cancello dell'ospedale, mentre nella cappella si svolge la messa funebre; poi, all'uscita, si sosta nel cortile del nosocomio e, ad un ordine del comandante Valli, si forma un quadrato, intorno al feretro, composto dal fratello Luigi, da ammiragli, generali ed ufficiali.
Nel silenzio assoluto, D'Annunzio pronuncia un lungo discorso, che ci conclude così: 
Una lancia parata di nero, con i ricami in argento, porta successivamente la salma del tenente di vascello Giuseppe Miraglia, seguita da innumerevoli imbarcazioni, lungo la laguna, al cimitero dell'isola di San Michele.
Trenta giorni dopo la sua morte, nel camposanto viene eretto un cippo, in pietra d'Istria, a lui dedicato, opera dell'artista triestino Achille Tamburini, dove viene scolpita l'epigrafe dettata da Gabriele D'Annunzio: 
Il re Vittorio Emanuele III, di sua iniziativa, conferisce alla memoria del Miraglia la medaglia d'argento al valor militare.
Alla fine del primo dopoguerra, il suo nome è assegnato dal Ministero della Guerra al reparto di cui era comandante: 
A Lugo, città natale, viene intitolato a suo nome il gruppo locale dell'Associazione Nazionale Marinai d'Italia, che commemora Miraglia tra i decorati con medaglia d'argento, e per questa onorificenza i marinai lughesi lo celebrano orgogliosamente nel 2000.
Sempre in ricordo dell'aviatore, a Venezia, nell'autunno del 1925, è disputata una gara aviatoria, la Coppa Giuseppe Miraglia, e la città di Lugo dona al vincitore un prezioso orologio, recante la dicitura dannunziana: Lugo matrice ferrigna.
A Napoli, la città adottiva dove ha frequentato le prime scuole, è intitolato a suo nome il locale aeroclub.

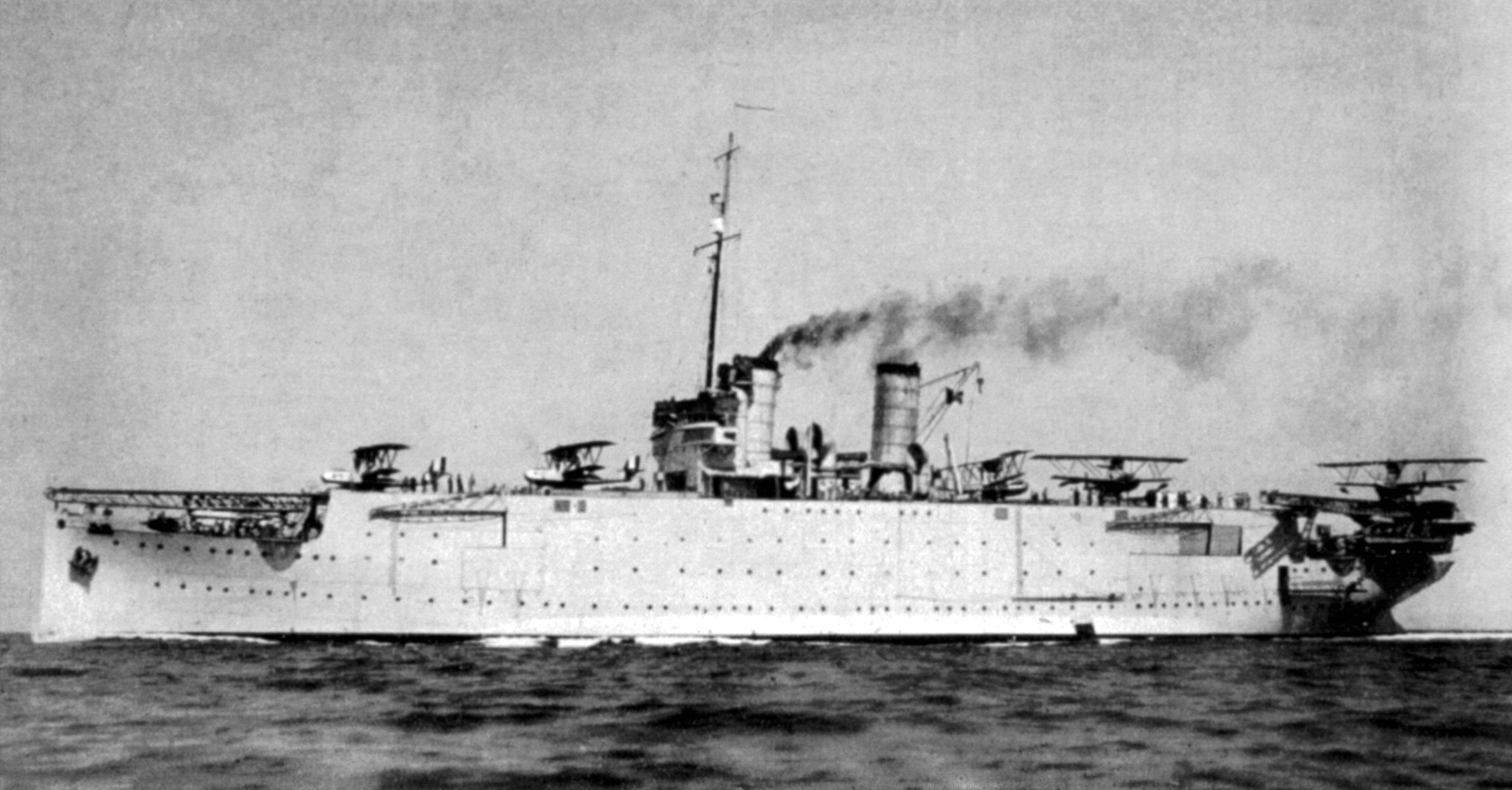
Nave appoggio idrovolanti
Giuseppe Miraglia

Un importante riconoscimento gli è attribuito dalla Regia Marina, che intitola a suo nome la prima nave italiana con le prerogative di una portaerei, seppure priva di un ponte di volo: si tratta della regia nave Giuseppe Miraglia, che resterà in servizio per oltre vent'anni, fin dal 1º novembre 1927, e alla cui bandiera di combattimento, ricevuta il 23 giugno 1929, fa da madrina la contessa Elena Miraglia Mazzarini, madre dello stesso aviatore.
La nave, che può ritenersi l'antenata del moderno incrociatore portaeromobili Giuseppe Garibaldi, è radiata il 15 luglio 1950, quindi smantellata.
Il 26 settembre 2009 si tiene un importante evento commemorativo in onore dell'aviatore Giuseppe Miraglia, per l'intitolazione di una piazza nel comune di Lauria, luogo natio del padre Nicola; alla cerimonia inaugurale è presente anche una delegazione dell'amministrazione comunale di Lugo.